# Fokker V.1

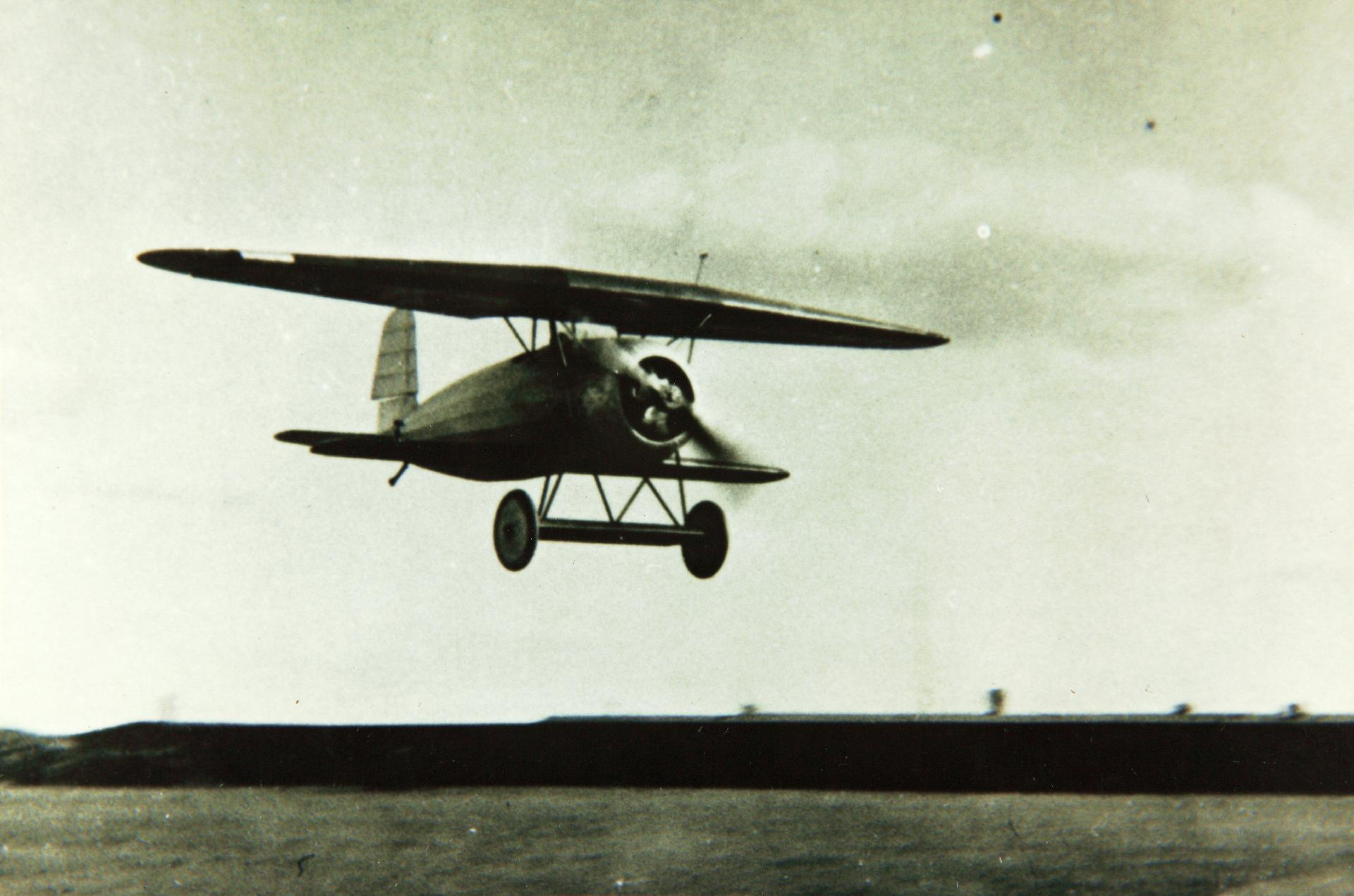
Fokker V.1 met rotatiemotor (1916)

De Fokker V.1 was een experimenteel Duits eenmotorig vliegtuig gebouwd door vliegtuigbouwer Fokker tijdens  de Eerste Wereldoorlog. De eerste vlucht van deze militaire sesquiplane (anderhalfdekker) was in 1916.

## Ontwerp
De Fokker V.1 was een experimenteel vliegtuig, waarschijnlijk ontworpen door Reinhold Platz, om ervaring op te doen met een vrijdragende vleugelconstructie zonder spandraden  en/of vleugelstijlen. De vleugelconstructie was geheel van hout met een bekleding van dunne houtplaten. De romp was, zoals standaard bij fokker in deze periode, geconstrueerd van gelaste buizen met een doekbespanning. Om de vleugels vrijdagend te kunnen construeren was een grotere maximale profieldikte nodig ten opzichte van de vleugelkoorde dan de toen gebruikelijke 6% (Fokker M.5 en Fokker E.III). De verhouding bij de V.1 lag op 20%, bij moderne vliegtuigen met vergelijkbare prestaties bedraagt dit 12-15%. Deze dikte is nodig om in de vrijdragende vleugel plaats te bieden aan een of meerdere doosliggers die de krachten op de vleugel kunnen opnemen.
De bovenste vleugel van het sesquiplane toestel was uitgerust met rolroeren. In de korte onderste vleugel was ruimte tussen de liggers uitgespaard ter voorbereiding van een later te installeren intrekbaar landingsgestel.
Omdat Platz nog geen ervaring had met de nieuwe dikke vleugelprofielen (de eerdere vleugels van Fokkervliegtuigen waren veel dunner) was er twijfel over de juiste invalshoek van de vleugel ten opzichte van de romp. Bij de V.1 was deze derhalve tijdens de vlucht instelbaar gemaakt.

## Variant

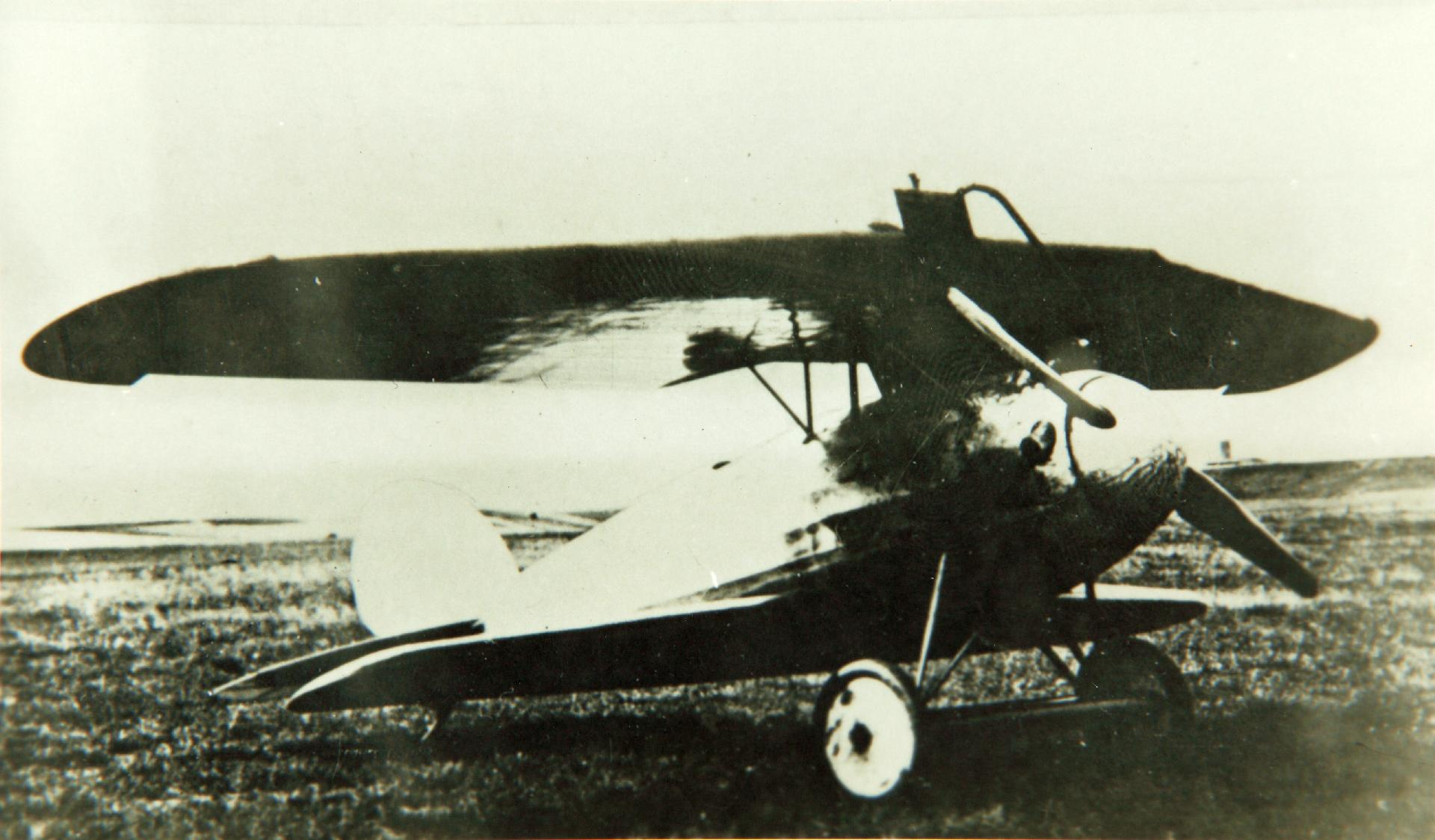
Fokker V.2 met een watergekoelde zescilinder lijnmotor. Aan de voorrand van de bovenste vleugel is de koelradiator van de motor te zien.

Fokker V.2
De Fokker V.2 was grotendeels identiek aan de V.1, maar was uitgerust met een Mercedes D.II watergekoelde zescilinder lijnmotor van 120 pk. Fokker had de gewoonte om nieuwe ontwerpen te testen met zowel rotatiemotoren als lijnmotoren. Ter compensatie van de iets zwaardere Mercedes motor was het vleugeloppervlak iets groter dan van de V.1.

## Specificaties
- Type: Fokker V.1
- Fabriek: Fokker
- Rol: Experimenteel vliegtuig
- Bemanning: 1
- Lengte: 5,64 m
- Spanwijdte: 8,0 m
- Hoogte: 2,74 m
- Vleugeloppervlak: 15,0 m²
- Motor: 1 × Oberursel U.1 negencilinder rotatiemotor, 75 kW (100 pk)
- Propeller: tweebladig
- Eerste vlucht: 1916

Prestaties
- Maximumsnelheid: 178 km/u[2]